# Kieran Crowley
Kieran James Crowley (Kaponga, 31 de agosto de 1961) é um ex-jogador e atualmente técnico de rugby union neozelandês.
Ex-full back da Seleção Neozelandesa de Rugby Union, integrou os elencos All Blacks nas duas primeiras Copas do Mundo, 1987 (em que o selecionado foi anfitrião e campeão) e 1991. Como técnico, teve experiências na seleção provincial de Taranaki (onde encontra-se sua cidade natal), na seleção sub-19 da Nova Zelândia e, desde 2008, na Seleção Canadense. Na Copa de 2011, chegou a enfrentar seu país na nova função.